# Torta del Casar
Torta del Casar is een Spaanse kaas gemaakt van rauwe schapenmelk. De schapen zijn van de rassen merino en entrefino. De kaas wordt gestremd met plantaardig stremsel gemaakt van kardoen (Cynara cardunculus) en wordt ten minste 60 dagen gerijpt.
De kaas is genoemd naar de gemeente Casar de Cáceres. Hij wordt geproduceerd in de districten Llanos de Cáceres, Sierra de Fuentes en Montánchez, ten zuiden van Cáceres in de regio Extremadura. Hij is verkrijgbaar in drie formaten: klein (200-500 g), middelgroot (500-800 g) en groot (800-1100 g). De korst is halfhard en okerkleurig en wordt gewoonlijk ingesmeerd met olie. Het binnenste van de kaas is zacht tot zeer zacht, weinig korrelig, en wit tot lichtgeel van kleur. De kaas kan met een lepel uitgeschept worden.
'Torta del Casar' is sedert 2003 geregistreerd als Beschermde Oorsprongsbenaming (BOB) in de Europese Unie.